# Шумахер, Ганс
Ганс Карл Шумахер (нем. Hans Karl Schumacher; 12 июня 1907, Бармен, Германская империя — 16 сентября 1992, Кассель, Германия) — немецкий юрист, штурмбаннфюрер СС, начальник гестапо в Киеве. После войны стал сотрудником Организации Гелена.

## Биография
Ганс Шумахер родился 12 июня 1907 года в семье уполномоченного по торговым делам Карла Шумахера и его супруги Паулы Йоге. В 1926 году окончил школу в Мёнхенгладбахе. Изучал право и политические науки в университетах Вюрцбурга, Эрлангена и Бонна. Первый государственный экзамен сдал в высшем земельном суде Кёльна. После прохождения юридической стажировки в окружном суде Мёнхенгладбаха в 1930 году Шумахер защитил в университете Эрлангена докторскую диссертацию. 19 июля 1932 года получил лицензию на юридическую практику. Второй государственный экзамен сдал в марте 1934 года в Прусском министерстве юстиции.
С 1925 года был членом националистической боевой организации Верфольф. В течение нескольких месяцев 1932 года состоял в немецкой национальной народной партии (DNVP). 1 мая 1933 года вступил в НСДАП (билет № 2880022). Немецкий историк Давид Минтерт охарактеризовал Шумахера как «оппортуниста и конформиста, а не радикального национал-социалиста». В июле 1934 года поступил на службу в полицию Берлина. 1 июля 1936 года получил чин комиссара уголовной полиции. Затем был переведён в уголовную полицию Дюссельдорфа, где с 1 октября 1936 года руководил отделом кадров и службой розыска. 1 января 1939 года был зачислен в ряды СС (№ 306629). 15 февраля 1939 года был переведён в Вену, где руководил полицейским участком. С ноября 1939 года служил на такой же должности в Праге.
По поручению Главного управления имперской безопасности 1 ноября 1940 года был откомандирован в школу пограничной полиции в Прече и направлен в её филиал, расположенный в Бад-Шмидеберге. До мая 1941 года ему было поручено преподавать уголовное право. В ходе данного курса, длившегося восемь недель, он подготовил резервистов Войск СС для службы в гестапо и в уголовной полиции. Один курс включал подготовку 400 человек. Первой курс длился до января 1941 года, в то время как второй продолжался до марта того же года. Эти эсэсовцы были подготовлены для будущей службы в айнзацгруппах. Из-за болезни голосовых связок Шумахер прекратил преподавание в Бад-Шмидеберге и вернулся в Прагу.
После успешного лечения был переведён в Дуйсбург, где с 1 июня 1941 года был инспектором уголовной полиции. Шумахер также занимал должность заместителя начальника уголовного отдела полиции в Эссене. Осенью 1941 года был зачислен в айнзацгруппу C и откомандирован на Украину в звании гауптштурмфюрера СС. Группенфюрер СС Макс Томас, командир айнзацгруппы C и руководитель полиции безопасности и СД на Украине, отдал ему приказ создать отделение гестапо и уголовной полиции в Киеве. С 26 декабря 1941 по 20 января 1942 года находился в отпуске.

### Шеф гестапо в Киеве
Томас предложил Шумахеру новое поручение, связанное с борьбой против партизан, но Шумахер ответил, что он как криминалист не подходит для этой деятельности, однако позже согласился, так как Томас пообещал найти ему замену. В его обязанности входили арест и ликвидация евреев, отправленных в тюрьму в доме 33 на улице Короленко. В качестве способа казни Шумахер использовал газвагены. Спустя четыре недели после занятия должности провёл от трёх до четырех казней, в результате которых было убито 120 человек в том числе 100 евреев с женщинами и детьми. В середине февраля 1942 года в Киев прибыл оберштурмбаннфюрер СС Эрих Эрлингер, который позже стал командиром полиции безопасности и СД. Эрлингер назначил Шумахера начальником отдела гестапо и уголовной полиции в Киеве. В течение последующих недель Шумахер принимал участие примерно в 8-10 казнях, в которых было уничтожено от 280 до 350 человек. В числе казнённых было 70 еврейских женщин и трое детей. Он лично застрелил 25 человек в том числе двоих детей. Для уменьшения количества расстрелов, Шумахер распорядился, чтобы с апреля 1942 года заключённых отправляли в трудовой лагерь Сырец. Летом 1942 года при поддержке начальника отдела кадров в РСХА штурмбаннфюрера СС Фрица Брауне взял отпуск, но ненадолго вернулся на Украину, где организовал отделение гестапо и криминальной полиции в Сталино для борьбы с партизанами. В июне 1942 года вернулся в Германию.
С августа 1942 по июнь 1943 года служил следователем и судебным сотрудником в 5-м управлении РСХА в отделе I D2 (дисциплинарные вопросы в полиции безопасности). С июля 1943 года был заместителем начальника уголовной полиции Бреслау, а в октябре 1944 года возглавил уголовную полицию в Бреслау. Поскольку он заболел пиелонефритом в марте 1945 года его вывезли из Бреслау в больницу Нюрнберга.

### После войны
По окончании войны Шумахер был арестован в Гамбурге немецкой уголовной полицией, а затем передан британской военной полиции. Вскоре был освобождён, так как на  допросах утверждал, что в нацистские годы служил только в уголовной полиции. После освобождения переехал в город Менхенгладбах, где работал строителем. Когда возникло подозрение, что Шумахер был причастен к убийству 50 офицеров британских ВВС, он снова был взят под арест. В августе 1946 года был вновь отпущен в связи с отсутствием доказательств. С 1946 по 1958 год работал торговым представителем в различных компаниях Мёнхенгладбаха, Вупперталя и Дармштадта. С 1 ноября 1958 года работал в Дюссельдорфе юристом в правовом отделении центральной ассоциации немецких помещиков и домовладельцев.

#### Осуждение
18 августа 1959 года Центрально-земельное управление юстиции по расследованию национал-социалистических преступлений в Людвигсбурге возбудило против него уголовное дело. 27 августа 1959 года был выдан ордер на его арест. Шумахера арестовала полиция Вупперталя. Он находился в предварительном заключении с 4 сентября 1959 по 13 декабря 1961 года. 20 декабря 1961 земельный суд Карлсруэ приговорил его к четырём годам тюремного заключения за убийство в 240 случаях. Адвокат Шумахера Ганс Ингеноль по просьбе самого Шумахера не подал ходатайства о его оправдании. Кроме того, на судебном процессе Шумахер сказал, что состоял в Организации Гелена, снабжая её знаниями о своей деятельности в Праге, Киеве и Бреслау.
Кассационная жалоба в Федеральный верховный суд ФРГ по процедурным вопросам была успешна, но срок остался прежним. В декабре 1963 года Шумахер вновь был приговорён к четырём годам за убийство 82 человек.